# Bobby Kerr (atleet)
Robert (Bobby) Kerr (Enniskillen, 9 juni 1882 – Hamilton, 12 mei 1963) was een Canadese sprinter. Hij werd olympisch kampioen en meervoudig nationaal kampioen in deze discipline.

## Biografie

### Van eigen spaargeld naar OS
Kerr werd geboren in Noord-Ierland, maar zijn familie emigreerde in 1886 naar Canada, waar hij opgroeide op de boerderij van zijn ouders in de buurt van Hamilton, Ontario. Rond de eeuwwisseling sloot hij zich aan bij de Tigers Athletic Club. Kerr werd brandweerman, maar hield ervan om in zijn vrije tijd hard te lopen. Al gauw werd hij de beste sprinter van zijn regio en in 1904 reisde hij van zijn spaargeld naar Saint Louis in de Verenigde Staten om deel te nemen aan de Olympische Spelen. Die kwamen voor hem echter te vroeg; in alle drie de voorrondes van de nummers waarop hij had ingeschreven (60 m, 100 m en 200 m), werd hij uitgeschakeld.

### Olympisch eremetaal
In 1905 won Bobby Kerr zijn eerste Canadese titels op de 100 en 220 yd. Na vier jaar hard trainen probeerde hij het bij de Olympische Spelen van 1908 in Londen opnieuw en dit keer had hij meer succes: goud op de 200 en brons op de 100 m. Het betekende het hoogtepunt van zijn carrière. Opmerkelijk genoeg ging de strijd om de zege op de 200 m tussen een Canadees (Kerr) en een Amerikaan (Robert Cloughen), die allebei van Ierse komaf waren. Ondanks een vertwijfelde duik naar de finish van Cloughen werd de race door Kerr nipt gewonnen in 22,6 s.
Na de Spelen bezocht Kerr zijn geboorteland. Tijdens een Banket in Dublin te zijner ere verklaarde hij: "Ik betreur het ten zeerste, dat het in Londen voor mij niet mogelijk was om voor Ierland te starten. Mijn grootste wens is om ooit ergens voor mijn geboorteland te mogen lopen." De Ierse Bond vervulde deze wens een jaar later door hem uit te nodigen om bij een landenwedstrijd tegen Schotland de Ierse kleuren te verdedigen. Kerr bedankte hen hiervoor met een dubbelzege; op 17 juli 1909 won hij in Ballsbridge de 100 m in 10,2 en de 220 yd in 22,2. Terug in Canada liep hij op 11 september 1909 in Toronto op een rechte baan met 21,4 zijn snelste tijd op de 220 yd ooit.
Tijdens de Eerste Wereldoorlog was Kerr officier bij verschillende bataljons van de Canadian Expeditionary Force (CEF).

### Olympisch official
Na zijn sprinterscarrière bleef Kerr actief in de sport. He coachte de atletiek- en voetbalteams van Hamilton en was official op de Olympische Spelen van 1928 en 1932. Bovendien was hij betrokken bij de Canadese Olympische Bond en hielp hij in 1930 de British Empire Games in Hamilton organiseren.
Kerr stierf op 80-jarige leeftijd. In zijn woonplaats is als eerbetoon een park naar hem vernoemd.

## Titels
- Olympisch kampioen 200 m - 1908
- Brits kampioen 100 yd - 1908
- Brits kampioen 220 yd - 1908

## Persoonlijke records
| Onderdeel | Prestatie | Jaar |
| --------- | --------- | ---- |
| 100 m     | 10,9 s    | 1908 |
| 220 yd    | 21,5 s    | 1908 |

## Palmares

### 60 m
- 1904: 7-8e OS

### 100 m
- 1904: 7-11e OS
- 1908:  OS - 11,0 s

### 200 m
- 1904: 5e OS
- 1908:  OS - 22,6 s

1900: John Tewksbury ·
1904: Archie Hahn ·
1908: Bobby Kerr ·
1912: Ralph Craig ·
1920: Allen Woodring ·
1924: Jackson Scholz ·
1928: Percy Williams ·
1932: Eddie Tolan ·
1936: Jesse Owens ·
1948: Mel Patton ·
1952: Andy Stanfield ·
1956: Bobby Morrow ·
1960: Livio Berruti ·
1964: Henry Carr ·
1968: Tommie Smith ·
1972: Valeri Borzov ·
1976: Don Quarrie ·
1980: Pietro Mennea ·
1984: Carl Lewis ·
1988: Joe DeLoach ·
1992: Mike Marsh ·
1996: Michael Johnson ·
2000: Konstantinos Kenteris ·
2004: Shawn Crawford ·
2008: Usain Bolt ·
2012: Usain Bolt ·
2016: Usain Bolt ·
2020: Andre De Grasse ·
2024: Letsile Tebogo